# Michael Monroe
Michael Monroe, egentligen Matti Antero Kristian Fagerholm och även kallad Macke Fagerholm eller Makkonen, född 17 juni 1962 i Helsingfors, är en finsk musiker som var sångare och förgrundsfigur i glamrockbandet Hanoi Rocks.
Michael Monroe har förutom sitt arbete med Hanoi Rocks gett ut fem soloskivor och samarbetat med ett stort antal olika artister. Han är en multiinstrumentalist som spelar bland annat gitarr, bas, piano, saxofon och munspel. Michael nådde aldrig stjärnstatus men har fungerat som en förebild för många stora 80-tals- och 90-talsartister och anses vara en av förgrundsgestalterna för pudelrocken.
Hanoi Rocks återförenades 2001 och har spelat in tre skivor på 2000-talet. Av originalmedlemmarna fanns Michael Monroe och gitarristen Andy McCoy kvar. År 2008 inleddes en avskedsturné som avslutades våren 2009 och sedan dess har gruppen inte spelat tillsammans.

## Biografi

### De tidiga åren: Helsingfors
Michael Monroe, ursprungligen Matti Fagerholm, föddes  i Helsingfors. Han är son till Pentti Fagerholm, som är en av Finlands stora radiopersonligheter, och han visade tidigt musikalisk talang. Han grundade sin första grupp, Black Magic 1971 tillsammans med sin bror och deras kusin Olli Hildén. Gruppens namn var inspirerat av Black Sabbath men bytte senare namn till Hoople, efter Mott the Hoople. Mellan 1976 och 1979 spelade Michael Monroe i ett band som hette Madness, inte att förväxla med den brittiska gruppen Madness, som bestod av Michael Monroe, Mikko Tiililä, Pera Pirkola och Kari Kuosa. Gruppen övade i samma utrymmen under Tölö kyrka som Andy McCoys band och det var så de lärde känna varandra. 
I slutet av 1970-talet blev Michael Monroe en ansedd figur i Helsingfors rockvärld. Förutom i sina egna band, som Madness, Easy Living och Bolin, lånade han ut sina multiinstrumentala tjänster åt andra artister. Han spelade bland annat med Maukka Perusjätkä, Ralf Örn och Pelle Miljoona. Han blev erbjuden platsen som gitarrist i Andys och Räkä Malmis band Briard, men Räkäs villkor var att den blonda Adonisen/ Venusen skulle klippa sitt hår och det ville Michael inte höra tal om. Han skulle också börja spela bas i Andys och den svenska trummisen Jesper Sporres band Nymphomaniacs, men bandet splittrades redan innan Michael Monroe hunnit sätta sig på färjan till Stockholm. 1979 provspelade han också bas för Pelle Miljoona Oy, men de valde i stället den 16-årige Sami Takamäki (Sam Yaffa).

### Hanoi Rocks
- Huvudartikel: Hanoi Rocks

1979 grundades Hanoi Rocks. Tillsammans med Andy McCoy skulle Michael Monroe och bandet bli Finlands första riktiga internationella framgångar inom rockbranschen. Gruppen gav ut sex skivor och turnerade i Europa (främst Storbritannien och Finland), Asien och USA. Strax innan det slutgiltiga genombrottet i USA dog den engelska trummisen Razzle i en bilolycka och på sommaren 1985 splittrades Hanoi Rocks då Michael lämnade bandet.

### Solokarriärens första steg
Michael Monroe flög 1985 över till New York för att medverka på Little Stevens (Steven Van Zandt ur Bruce Springsteens E-Street Band) skiva Sun City – Artists United Against Apartheid och gillade staden så mycket att han flyttade dit 1986. Under den tiden bodde han tillsammans med Stiv Bators från The Dead Boys och skrev också musik tillsammans med honom. Här spelade han en kort tid i bandet Secret Chiefs och gav 1988 ut sin första soloskiva Nights Are So Long. Skivans titelspår var egentligen skrivet av The Dead Boys gitarrist Jimmy Zero, men eftersom det inte blivit inspelat någonstans, tyckte Stiv att Michael Monroe lika gärna kunde använda det. Skivan var mycket influerad av just The Dead Boys och Ian Hunter (Mott The Hoople) spelade piano på några av sångerna. Skivan tillägnades Razzle. 
1989 fick Michael Monroe ett internationellt skivkontrakt med PolyGram och spelade in sin mest framgångsrika skiva Not Fakin’ It, som han gjorde i tätt samarbete med Little Steven, vilket också hörs i soundet. Michael Monroe fick extra publicitetshjälp av Guns N Roses, som släppte alla Hanoi Rocks skivor på nytt i USA på sitt eget bolag Uzi Suicide. Bandets sångare Axl Rose medverkade också i musikvideon till skivans största hit, Dead, Jail Or Rock N’ Roll. Trots goda recensioner blev skivan ingen kommersiell hit, och trots att ovan nämnda singel klättrade relativt högt på listorna och spelades flitigt i radio. Michael Monroe tvingade MTV att tabort reklamen för skivan eftersom man i reklamen kallade honom för ”hjärnan bakom Hanoi Rocks”. Enligt Michael Monroe fanns det inte en enda hjärna i bandet. Efter det slutade PolyGram helt att göra reklam för skivan.
I slutet av 1980-talet och början av 1990-talet spelade Michael Monroe regelbundet på Whisky-A-Go-Go och han gästades på scen av bland annat Slash och Axl. På gitarrtillverkarlegenden Les Pauls 75-årskonsert spelade han saxofon med Aerosmith och i slutet av året 1989 uppträdde han i Tokyo Dome inför 70 000 personer med bland annat Bruce Springsteen och Huey Lewis. 

### Samarbeten under 90-talet
Mellan 1990 och 1994 spelade Michael Monroe, Nasty Suicide och Sam Yaffa (gitarrist jämte basist i Hanoi Rocks) i många olika sammanslutningar och projekt. Michael Monroe spelade bland annat med Trash Cowboys (med Sylvain Sylvain), Love Pirates (med Sam Yaffa och Gass Wild), Guns N’ Roses, Slash (de gjorde en cover på Magic Carpet Ride till filmen Coneheads tillsammans), Ronnie Wood, och Warrior Soul. 
Han medverkade också på en tributskiva till New York Dolls gitarrist Johnny Thunders, som dog 1991. Johnny var en god vän till Michael Monroe och Stiv, som också hade gått ur tiden ett år tidigare. På Guns N’ Roses coveralbum The Spaghetti Incident sjöng Michael Monroe The Dead Boys låt Ain’t It Fun som en duet med Axl Rose till Stivs minne. Sången släpptes som skivans första singel och steg direkt upp på Top 10 i USA. Michael Monroe medverkade också på Guns N’ Roses skiva Use Your Illusion I. 
1993 började Michael Monroes band också spela som husband på The Grand Club, där det varje måndag hölls en Glam, Trash, Punk-klubb. I slutet av varje konsert steg en överraskningsgäst upp på scenen. Till gästerna hörde bland annat Joey Ramone, Ian Hunter, Sebastian Bach och Little Steven.

### Banden i New York
År 1990 satte PolyGram ihop bandet Jerusalem Slim, som bestod av bland annat Michael Monroe och Sam Yaffa och Billy Idols gitarrist Steve Stevens. Michael Monroe och producenten hade stora musikaliska meningsskiljaktigheter. Michael Wagener (Ozzy Osbourne, Skid Row, m.fl.) som producerade albumet förespråkade för mycket heavy för Michael, som inte alls ville ge ut skivan med samma namn som bandet. Han protesterade in i det sista, men PolyGram ville ha något för pengarna, så de gav ut den i alla fall. Det här blev för mycket för Michael Monroe, som lämnade PolyGram strax efteråt och på MTV uppmanade han alla sina fans att inte köpa skivan. 1992, strax efter att han lyckats göra sig av med PolyGram, spelade han en anti-Jerusalem-Slim-turné i Japan. I bandet fanns då storheter som gitarristen Phil Grande (som också jobbat med Michael på hans två soloskivor), Thommy Price (trummis från Billy Idols och Joan Jetts band), samt Nasty Suicide och Sam Yaffa från Hanoi Rocks. 
1993 satte Michael Monroe tillsammans med Little Steven och trummisen Rat Scabies (The Damned) samt Sam Yaffa ihop bandet Demolition 23. Steven och Scabies hoppade av nästan innan bandet hade hunnit grundas och ersattes av gitarristen Jay Hening (Star Star) och Jimmy Clark (Blondie, Ramones). 
Året därpå fick Demolition 23 tid att sätta sig ner i studion med Little Steven som producent för att spela in skivan med samma namn som bandet. Den spelades in och mixades på två veckor och fångade den råa och punkiga attityden i Michaels liveuppträdanden. 
När bandet skulle åka på Japanturné skadade sig Henning i en bilolycka och bandet måste vänta på att han skulle återhämta sig. När turnén äntligen skulle bli av, fick gitarristen problem med sitt pass, så Michael inkallade i panik sin gamla vän Nasty Suicide som inhoppare. Turnén fortsatte till Finland, där Nasty överraskade alla, inklusive bandet, genom att meddela att han tänkte bli bandets ordinarie gitarrist. Michael Monroe var inte den som klagade. Efter alla problem med bandet såg saker och ting ljusa ut. Skivan sålde bra i Storbritannien (den toppade bland annat Indie Charts-listan) och fick goda recensioner. Strax för en planerad Englandsturné meddelade Nasty plötsligt att han tänkte hoppa av och börja studera. Det blev för mycket för Michael Monroe, som 1995 lade ner projektet och flyttade till en liten stuga på landsbygden i Finland.

### Tillbaks till Finland

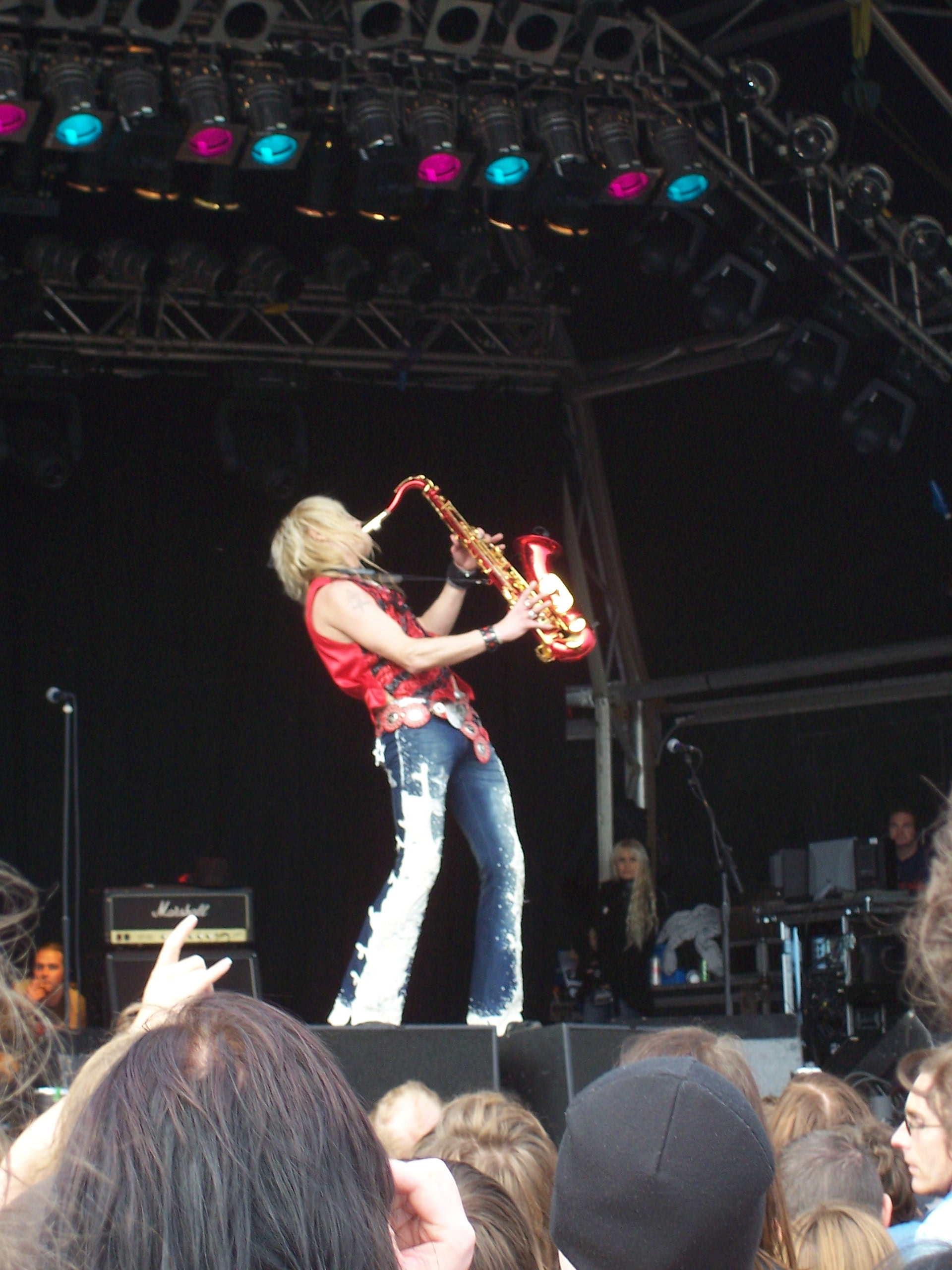
Michael Monroe 2005

Han spelade in två soloskivor (Peace Of Mind 1996 och Life Gets You Dirty 1999), turnerade i Kanada, USA, England och Japan och samarbetade med den svenska hard rock-gruppen Backyard Babies. Det kan nämnas att Michael Monroe på Peace Of Mind både producerade, sjöng, spelade gitarr, bas, synth, munharmonika och saxofon. Trummorna lämnade han åt Jimmy Clark. 
2001 gav Hanoi Rocks ut en 4-cd-box med gamla hits och glömda pärlor. Samarbetet runt boxen förde Michael Monroe och Andy McCoy närmare efter en längre tids gnabbande och det resulterade i att de båda började uppträda som Hanoi Revisited tillsammans med Michaels före detta bandmedlemmar Timo ”Timpa” Laine och Kari ”Lacu” Lahtinen. År 2001 spelade Hanoi Revisited för första gången tillsammans inför en stor publik på Ruisrock i Åbo. Stämningen drogs ändå ner av Jude Wilders plötsliga död i slutet av juni. 
År 2003 gavs det förnyade Hanoi Rocks första skiva, 12 Shots On The Rocks, ut för en entusiastisk publik. Läs mer i artikeln om Hanoi Rocks. Samma år gav Michael också ut sin femte soloskiva Watcha Want.
År 2006 har det nya Hanoi Rocks snart funnits lika länge som det gamla och legendariska. Michael Monroe och Andy är regelbundna gäster i finsk media, de turnerar världen över igen och har gett ut två skivor. År 2003 gifte sig Michael Monroe igen och bor nu i Åbo i Finland.
Strax före julen år 2008 publicerade McCoy och Monroe att Hanoi Rocks skulle läggas ner på hösten 2009. I en intervju för Hufvudstadsbladet uppgav Monroe att både han och McCoy tyckte att gruppen nu kommit så långt den kunde komma med den nya banduppsättningen, och att glädjen i arbetet började tyna bort. Fyra avskedkonserter för våren 2009 tillkännagavs, med den sista i slutet av mars. På internet spred sig snabbt ett rykte om att Monroe skulle börja sjunga för Guns N' Roses-avfällingen Velvet Revolver, som strax innan hade sparkat Scott Weiland, men själv har han dementerat dem och menar att han tänker satsa på sin solokarriär.

## Arvet efter Michael
Michael Monroe och Hanoi Rocks exploderade inte på den samtida musikhimlen, men gjorde ett stort intryck på samtida och framtida artister. Om Andy var den som stod för den musikaliska biten, var det Michael som skapade Hanoi Rocks visuella image. När Hanoi Rocks började år 1979 var spandex-heavy med allt vad det medför ett ännu okänt begrepp och sin visuella stil drog Michael snarast från punkband som New York Dolls och glamrockare som T.Rex och David Bowie. Själv förde han stilen från ”män som klär ut sig i kvinnokläder” till en mycket mer androgyn look. Det är talande att han vid upprepade tillfällen misstogs för en kvinna. Mick Rock på tidningen Classic Rock har kallat honom för rockhistoriens vackraste man. 
Musikaliskt var Hanoi Rocks en förlängning på garage- och new age-stilarna, men det är det visuella, det mediesexiga, det vilda och malligt androgyna i bandet som påverkat band som Guns N’ Roses, Skid Row och Mötley Crüe. Och det är till stor del Michaels förtjänst. Strax efter att Hanoi Rocks dykt upp på den internationella kartan, kunde man se den ena blonda och sminkade Monroe-lookaliken efter den andra, bland annat Vince Neil, Bret Michaels, Jon Bon Jovi, Joey Tempest, Sebastian Bach, Kip Winger m.fl ... Till och med Axl Rose hade en tid tuperat hår efter att han sett en bild på Michael i en tidning. 
Även om Michael aldrig lyckades uppnå superstjärnestatus annorstädes än Storbritannien och Japan, lever arvet efter honom kvar i alla blonderade glamrockare världen över. Han fick också en Emma på Emma-galan i början av 2012. Han har varit med som domare/mentor i The Voice of Finland.

## Michaels band
- Black Magic / Hoople
- Madness
- Easy Living
- Bolin
- Ralf Örn Pop
- Maukka & Nahkatakit
- Maukka Perusjätkä ja Sota Apatiaa Vastaan
- Nymphomaniacs
- Hanoi Rocks
- Secret Chiefs
- Trash Cowboys
- Jerusalem Slim
- Demolition 23

## Diskografi

### Album medHanoi Rocks
- Bangkok Shocks, Saigon Shakes, Hanoi Rocks (1981)
- Oriental Beat (1982)
- Self Destruction Blues (1983)
- Back to Mystery City (1983)
- All Those Wasted Years (1984)
- Two Steps From The Move (1984)
- Rock & Roll Divorce (1985)
- 12 Shots on The Rocks (2002)
- Another Hostile Takeover (2005)
- Street Poetry (2008)

### Soloalbum
- Nights Are So Long (1987)
- Not Fakin’ It (1989)
- Peace of Mind (1996)
- Life Gets You Dirty (1999)
- Watcha Want (2003)
- Sensory Overdrive (2011)
- Horns and Halos (2013)
- Blackout States (2015)
- One Man Gang (2019)
- I Live Too Fast to Die Young (2022)

### Album medJerusalem Slim
- Jerusalem Slim (1992)

### Album medDemolition 23
- Demolition 23 (1994)

### Singles
- "Keep It Up" (1987)
- "Nights Are So Long" (1987)
- "She's No Angel" (1987)
- "Dead, Jail or Rock 'N' Roll (1989)
- "She's No Angel" (1989)
- "Not Fakin' It" (1989)
- "Man With No Eyes" (1989)
- "While You Were Looking At Me" (1990)
- "Magic Carpet Ride" (Featuring Slash, 1990)
- "Make It Go Away" (1996)
- "Stranded" (2003)
- "Superpowered Superfly" (2010)
- "'78" (2011)
- "Trick Of The Wrist" (2011)
- "Ballad Of The Lower East Side" (2013)
- "Eighteen Angels" (2013)
- "Stained Glass Heart" (2013)
- "Old King's Road" (2015)
- "Goin' Down With The Ship" (2015)
- "One Foot Outta The Grave" (2017)
- "One Man Gang" (2019)
- "Last Train To Tokyo" (2019)
- "Murder The Summer Of Love" (2022)
- "Can't Stop Falling Apart" (2022)
- ”Everybody’s Nobody” (2022)

### Gästframträdanden
- The London Cowboys: Street Full of Soul (1983)
- Hook, Line and Sinker: Hook, Line and Sinker and Saigon (1983)
- Tall in the Saddle (1984)
- It Takes Time (1985)
- Artists United Against Apartheid: Sun City (1985)
- Que Sera Sera – Johnny Thunders album (1985)
- Long Time Coming (1986)
- Dance Crazy (1987)
- Guns N' Roses: Use Your Illusion I (1991)
- WOW! WOW! OUI! OUI! (1992)
- Chinese Rocks – Ultimate Thunders Live Collection (1993)
- Guns N' Roses: "The Spaghetti Incident?" (1993)
- Various artists: Coneheads: Music From The Motion Picture Soundtrack (1993)
- Warrior Soul: Chill Pill (1993)
- Johnny On Rocks featuring the whole Hanoi Rocks (1996)
- Dogtown Balladeers: A Tale Worth Hearing (1996)
- Countdown Love (1997)
- Backyard Babies: Total 13 (1998) på bonusspåret 'Rocker'
- Kerma: Kerma plays Rolling Stones (1998)
- The 4 Faces:  Best Of Both Worlds b/w Poison Heart (single) (2002) [3]
- I Only Wrote This Song For You – A Tribute to Johnny Thunders (2003)
- White Flame: Swimsuit Issue Centerfold (single) (2007)
- Mikko Herranen: Kylmä Maailma (album) (2012)[4]
- Tarja Turunen: "Your Heaven and Your Hell" (2016)
- Lordi: Killection (2020) på spåret "Like a Bee to the Honey"
- Rock-Criminals: "Get Yourself Together" (2023)